# Stade Las Flores
Le stade Las Flores est un stade de football localisé à Jalapa au Guatemala avec une capacité de 15 000 personnes.